# SV Urfahr
SV Urfahr is een Oostenrijkse voetbalclub uit Urfahr, een stadsdeel van Linz, de hoofdstad van Opper-Oostenrijk. Het is de derde oudste club van de deelstaat en staat daarbuiten ook wel bekend onder de naam SV Urfahr Linz.

## Geschiedenis
In 1908 hield een Nederlander op terugreis naar Afrika halt in Linz. Hij verzamelde de jeugd die onder de Donaubrug baadde, allen jongeling uit Linz en Urfahr, en leerde hun het beroemde balspel. Ondanks dat de oudste Oostenrijkse voetbalclub First Vienna al veertien jaar bestond, was het voetbal nog niet doorgedrongen naar Linz. Er werden twee doelen opgesteld en Linz speelde tegen Urfahr. De Nederlander verdween even snel als hij gekomen was en niemand had hem ooit nog gezien.
Na zijn bezoek ontstonden er drie voetbalclubs:LSK, het huidige LASK Linz, Urfahr-Donaukai en FC Nußbaum. Twee clubs uit Urfahr besloten al snel te fuseren, maar omdat geen enkel lid boven de 18 was werd de club niet erkend. In 1912 werd Sportverein Urfahr dan eindelijk officieel.
Na lange tijd op regionaal niveau gespeeld te hebben promoveerde de club in 1953 naar de Staatsliga B (tweede klasse). Na één seizoen moest de club echter weer degraderen. Langzaamaan zakte de club verder weg in de competitie en tegenwoordig speelt ze in de zevende klasse.